# Stanislas Maciciowski
Stanislas Maciciowski (Varsòvia, Polònia, 1801 - 1866) fou un violinista i compositor polonès. Estudià el violí en la seva ciutat natal, es traslladà a Berlín per a perfeccionar-se en el seu art, i va tenir com a professor en Moeser. Després d'haver recorregut diversos països, s'establí a Angers, i allà es dedicà a l'ensenyança i, finalment, fixà la seva residència a Anglaterra, on donà importants concerts, fent-se aplaudir principalment en els de la Societat Filharmònica. Entre les seves composicions es coneixen una fantasia per a violí i orquestra, una melodia dramàtica, un rondó, etc.